# Nico (zangeres)

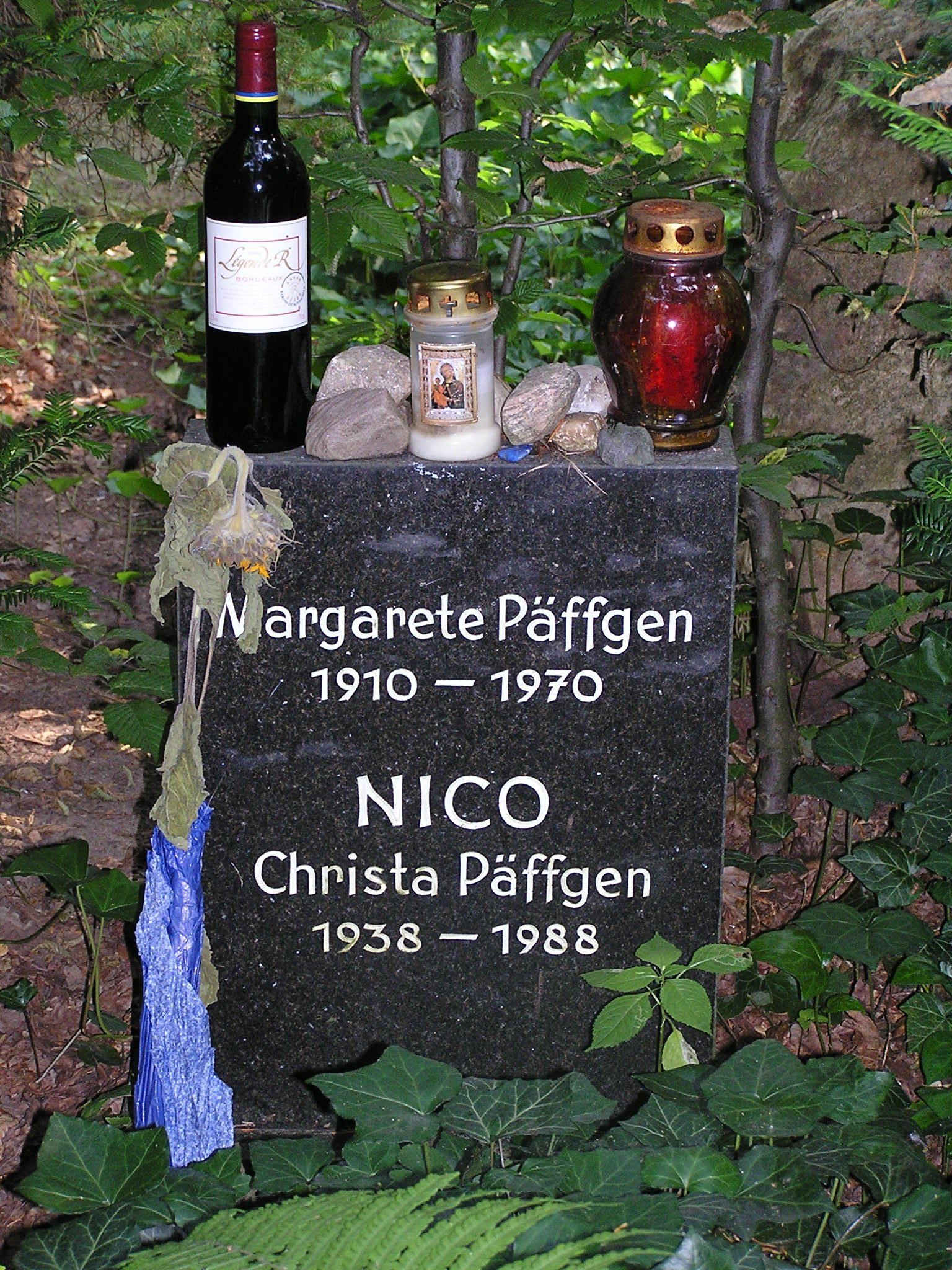
Het graf van Nico en haar moeder op de begraafplaats Grunewald-Forst

Christa Päffgen (Keulen, 16 oktober 1938 – Ibiza, 18 juli 1988), beter bekend onder haar artiestennaam Nico, was een Duits fotomodel, actrice en zangeres.

## Privéleven
Over Nico's vroegste jeugd is weinig met zekerheid bekend omdat verschillende bronnen elkaar tegenspreken. Zo worden als geboorteplaats en geboortejaar respectievelijk ook Boedapest en 1943 genoemd. Zelf heeft ze er altijd geheimzinnig over gedaan. Zeker is dat zij opgroeide zonder vader, die tijdens de oorlog soldaat was in de Wehrmacht en waarschijnlijk is gesneuveld, al zou Nico zelf later het verhaal in de wereld brengen dat hij was vermoord door de nazi's.
Moeder Margarete Päffgen vertrok na de oorlog met haar dochter naar Berlijn. Nico werkte op 15-jarige leeftijd tijdelijk op een basis van de Amerikaanse luchtmacht, waar ze slachtoffer werd van een verkrachting door een Amerikaanse sergeant die vervolgens ter dood werd veroordeeld door de krijgsraad. De rest van haar leven zou Nico getraumatiseerd blijven door de verkrachting en zich tegelijkertijd schuldig voelen over de dood van de sergeant.

## Start loopbaan
Op 16-jarige leeftijd werd ze in Berlijn ontdekt als fotomodel en mannequin. Via haar werkgever kreeg ze in 1960 een kleine rol in Federico Fellini's film La Dolce Vita. Inmiddels was ze naar Parijs verhuisd, waar ze de artiestennaam Nico had aangenomen. Dankzij het vele werk voor tijdschriften en bekende firma's als Coco Chanel werd ze het eerste supermodel en de lieveling van de jet set. Ze raakte bevriend met artiesten als Bob Dylan en Brian Jones en kreeg een verhouding met acteur Alain Delon, die de vader van haar zoon Ari zou zijn, iets wat Delon tot Ari's dood in 2023 heeft ontkend. Ook is bekend dat zij in de zomer van 1967 een stormachtige relatie had met Jim Morrison, frontman van The Doors en Amerikaans dichter.

## Velvet Underground en solo
In 1964 maakte ze kennis met Andy Warhol, die haar aannam als zijn protegee. In 1965 verscheen haar eerste single I'm not saying en in 1967 speelde ze in Warhols film Chelsea Girls. Datzelfde jaar werd ze als 'chanteuse' toegevoegd aan de band The Velvet Underground, waar ze eerst de avances van Lou Reed afsloeg om vervolgens een verhouding met John Cale te beginnen. Het eerste album van de band bevat een aantal nummers die door Nico zijn gezongen. Met name door de jaloerse en door Nico afgewezen Lou Reed werd haar een grotere rol in de band geweigerd. Een aantal nummers die zij al had ingezongen, zong hij uit wraak opnieuw in, en in die uitvoeringen zijn ze op de plaat verschenen.
Nico was nooit officieel lid van de Velvet Underground en van meet af aan was het de bedoeling om na deze samenwerking weer solo te gaan. Ze bracht een aantal goed ontvangen maar slecht verkopende albums uit. Het eerste hiervan, Chelsea Girl, bevat folkrocknummers die stuk voor stuk geschreven zijn door anderen, onder meer door Jackson Browne, met wie ze toen een relatie had. Op dit album werd ze begeleid door de leden van The Velvet Underground. Haar tweede album The Marble Index bevat alleen eigen werk. Hierop introduceerde ze een eigen, macabere stijl, waarbij ze met haar zware stem met Duits accent op bezwerende toon haar eigen teksten zong, voornamelijk ondersteund door het geluid van een harmonium. De plaat werd geproduceerd door John Cale. Op de volgende twee albums, Desertshore en The End, wordt deze stijl voortgezet. Het laatste album baarde opzien doordat het een uitvoering van het volledige Duitse volkslied bevat. 1 juni 1974 is een livealbum dat samen met John Cale, Brian Eno en Kevin Ayers werd opgenomen en waarop Nico alleen het nummer The End van The Doors zingt, ook het titelnummer van haar vierde album. Na The End was Nico vooral weer actief als actrice. Tussen 1972 en 1979 speelde ze in zeven films van de Franse regisseur Philippe Garrel.
In 1981 verscheen weer een album, Drama of Exile, waarin ze een meer pure rock richting insloeg. Het album deed het goed bij het alternatieve gothic en new wave publiek. Begeleid door haar band The Faction trad ze regelmatig op, met een aantal livealbums als resultaat. Haar laatste studioalbum, Camera Obscura, verscheen in 1985.

## Overlijden
Nico was een groot gedeelte van haar leven verslaafd aan heroïne. Ze overleed in 1988 aan een hersenbloeding als gevolg van een val van haar fiets tijdens een vakantie op Ibiza.

## Nagedachtenis
Ook na haar dood bleef Nico tot de verbeelding spreken. Vele live-albums verschenen op evenzoveel verschillende labels. James Young, lid van The Faction tijdens de laatste zes jaar van Nico's leven, beschreef in 1992 zijn herinneringen aan deze tijd in Songs they never play on the radio. Een jaar later verscheen een volledige biografie, Nico. The life and lies of an icon van Richard Witts. In 1995 verscheen Nico Icon, een documentaire van de Duitse televisie over Nico's leven. In 1997 maakte choreograaf Ed Wubbe de dansvoorstelling Nico voor Scapino Ballet waarvoor John Cale de muziek schreef. In 2014 liet Wubbe zich opnieuw inspireren door Nico en de Velvet Underground voor zijn choreografie "ICON/NICO". In 2017 verscheen de film Nico, 1988, geschreven en geregisseerd door Susanna Nichiarelli. De film gaat over het laatste levensjaar van Nico, gespeeld door Trine Dyrholm, terwijl ze op tournee gaat en vecht met haar verslaving en persoonlijke demonen.

## Discografie
- 1967: The Velvet Underground & Nico (UK: )
- 1967: Chelsea Girl
- 1969: The Marble Index
- 1970: Desertshore
- 1972: Le Bataclan ’72 (Live, mit Lou Reed und John Cale)
- 1974: The End…
- 1974: June 1, 1974 (mit Kevin Ayers, John Cale und Brian Eno)
- 1980: Strange Window (Live in Milwaukee)
- 1981: Drama of Exile
- 1982: Do or Die: Diary 1982 (Nico in Europe)
- 1984: Camera Obscura
- 1985: Nico Live in Pécs
- 1986: Live Heroes
- 1986: Behind the Iron Curtain
- 1987: Nico in Tokyo

postuum
- 1989: Hanging Gardens
- 1994: Heroine
- 1994: Fata Morgana (Nico’s Last Concert), live 1988.
- 1998: The Classic Years
- 2002: Innocent and Vain
- 2007: All Tomorrow’s Parties (live 1983, Doppelalbum)
- 2007: Nico: The Frozen Borderline

## Filmografie (selectie)
- 1960: La dolce vita – Das süße Leben, regie: Federico Fellini
- 1963: Das Mädchen Ariane, regie: Jacques Poitrenaud
- 1972: La cicatrice intérieure, regie: Philippe Garrel
- 1972: Athanor, Regie: Philippe Garrel
- 1974: Les Hautes solitudes, regie: Philippe Garrel
- 1975: Le berceau de cristal, regie: Philippe Garrel; soundtrack: Ash Ra Tempel

## Geïnspireerd door Nico's biografie
- Werner Fritsch: Nico – Sphinx aus Eis (Monolog), Suhrkamp Verlag, Frankfurt am Main, 2004.
- Alban Lefranc: Angriffe: Fassbinder. Vesper. Nico (roman). Blumenbar Verlag, München oktober 2008, ISBN 978-3-936738-43-8.
- Alban Lefranc: Vous n’étiez pas là (roman).
- Film: Nico – Icon (Duitsland 1995) van Susanne Ofteringer.
- Film: Nico, 1988 (Italië, België 2017) van Susanna Nicchiarelli, met Trine Dyrholm (die zelf zingt).

- Biblioteca Nacional de España: XX1079100
- Bibliothèque nationale de France: cb13897954x (data)
- Digitale Bibliotheek voor de Nederlandse Letteren: nico076
- Gemeinsame Normdatei: 119073285
- International Standard Name Identifier: 0000 0001 2129 1239
- Library of Congress Control Number: nr89011698
- MusicBrainz: 37c61bf2-5fb1-47ae-9605-80025d956958
- Bibliotheek van het Japanse parlement: 00621212
- Nationale Bibliotheek van Tsjechië: xx0004442
- Nationale Bibliotheek van Polen: a0000002910865
- Nederlandse Thesaurus van Auteursnamen: 100039928
- Istituto Centrale per il Catalogo Unico: UBOV511069
- Système universitaire de documentation: 067351956
- Virtual International Authority File: 39562817